# BAFTA-díj a legjobb forgatókönyvnek
A legjobb forgatókönyvnek járó BAFTA-díjat a Brit Film- és Televíziós Akadémia 1969 és 1983 között adta át. 1984-ben a díjat két külön kategóriára bontották: legjobb eredeti forgatókönyv és legjobb adaptált forgatókönyv.

## Győztesek és jelöltek
Győztes forgatókönyvíró(k)
(MEGJEGYZÉS: Az Év oszlop az értékelt filmek bemutatási évére utal, a tényleges díjátadó ceremóniát, ahol ezen filmek közül győztest választottak, a következő évben rendezték meg.)

### 1960-as évek
| Év                                           | Magyar cím        | Eredeti cím                   | Forgatókönyvíró(k)              |
| 1968 22. gála                                |                   |                               |                                 |
| -------------------------------------------- | ----------------- | ----------------------------- | ------------------------------- |
| 1968 22. gála                                | Diploma előtt     | The Graduate                  | Calder Willingham és Buck Henry |
| 1968 22. gála                                | Ha...             | if....                        | David Sherwin                   |
| 1968 22. gála                                | Az oroszlán télen | The Lion in Winter            | James Goldman                   |
| 1969 23. gála                                |                   |                               |                                 |
| Éjféli cowboy                                | Midnight Cowboy   | Waldo Salt                    |                                 |
| Goodbye, Columbus                            | Goodbye, Columbus | Arnold Schulman               |                                 |
| Szerelmes asszonyok                          | Women in Love     | Larry Kramer                  |                                 |
| Z, avagy egy politikai gyilkosság anatómiája | Z                 | Costa-Gavras és Jorge Semprún |                                 |

### 1970-es évek
| Év                           | Magyar cím                          | Eredeti cím                                                              | Forgatókönyvíró(k)                     |
| 1970 24. gála                |                                     |                                                                          |                                        |
| ---------------------------- | ----------------------------------- | ------------------------------------------------------------------------ | -------------------------------------- |
| 1970 24. gála                | Butch Cassidy és a Sundance kölyök  | Butch Cassidy and the Sundance Kid                                       | William Goldman                        |
| 1970 24. gála                | Bob és Carol és Ted és Alice        | Bob & Carol & Ted & Alice                                                | Paul Mazursky és Larry Tucker          |
| 1970 24. gála                | Kes                                 | Kes                                                                      | Barry Hines, Ken Loach és Tony Garnett |
| 1970 24. gála                | A lovakat lelövik, ugye?            | They Shoot Horses, Don't They?                                           | James Poe és Robert E. Thompson        |
| 1971 25. gála                |                                     |                                                                          |                                        |
| A közvetítő                  | The Go-Between                      | Harold Pinter                                                            |                                        |
| Dilettáns zsaroló            | Gumshoe                             | Neville Smith                                                            |                                        |
| Elszakadás                   | Taking Off                          | Miloš Forman, John Guare, Jean-Claude Carrière és Jon Klein              |                                        |
| Vasárnap, átkozott vasárnap  | Sunday Bloody Sunday                | Penelope Gilliatt                                                        |                                        |
| 1972 26. gála                |                                     |                                                                          |                                        |
| A kórház                     | The Hospital                        | Paddy Chayefsky                                                          |                                        |
| Az utolsó mozielőadás        | The Last Picture Show               | Larry McMurtry és Peter Bogdanovich                                      |                                        |
| Kabaré                       | Cabaret                             | Jay Presson Allen                                                        |                                        |
| Mechanikus narancs           | A Clockwork Orange                  | Stanley Kubrick                                                          |                                        |
| 1973 27. gála                |                                     |                                                                          |                                        |
| A burzsoázia diszkrét bája   | Le Charme discret de la bourgeoisie | Luis Buñuel és Jean–Claude Carrière                                      |                                        |
| Egy kis előkelőség           | A Touch of Class                    | Melvin Frank és Jack Rose                                                |                                        |
| A mesterdetektív             | Sleuth                              | Anthony Shaffer                                                          |                                        |
| A Sakál napja                | The Day of the Jackal               | Kenneth Ross                                                             |                                        |
| 1974 28. gála                |                                     |                                                                          |                                        |
| Kínai negyed                 | Chinatown                           | Robert Towne                                                             |                                        |
| Az utolsó szolgálat          | The Last Detail                     | Robert Towne                                                             |                                        |
| Fényes nyergek               | Blazing Saddles                     | Mel Brooks, Norman Steinberg, Andrew Bergman, Richard Pryor és Alan Uger |                                        |
| Lucien Lacombe               | Lacombe Lucien                      | Louis Malle és Patrick Modiano                                           |                                        |
| Magánbeszélgetés             | The Conversation                    | Francis Ford Coppola                                                     |                                        |
| 1975 29. gála                |                                     |                                                                          |                                        |
| Alice már nem lakik itt      | Alice Doesn't Live Here Anymore     | Robert Getchell                                                          |                                        |
| A cápa                       | Jaws                                | Peter Benchley és Carl Gottlieb                                          |                                        |
| Kánikulai délután            | Dog Day Afternoon                   | Frank Pierson                                                            |                                        |
| Nashville                    | Nashville                           | Joan Tewkesbury                                                          |                                        |
| 1976 30. gála                |                                     |                                                                          |                                        |
| Bugsy Malone                 | Bugsy Malone                        | Alan Parker                                                              |                                        |
| Az elnök emberei             | All the President's Men             | William Goldman                                                          |                                        |
| Napsugár fiúk                | The Sunshine Boys                   | Neil Simon                                                               |                                        |
| Száll a kakukk fészkére      | One Flew Over the Cuckoo's Nest     | Bo Goldman és Lawrence Hauben                                            |                                        |
| 1977 31. gála                |                                     |                                                                          |                                        |
| Annie Hall                   | Annie Hall                          | Woody Allen és Marshall Brickman                                         |                                        |
| Equus                        | Equus                               | Peter Shaffer                                                            |                                        |
| Hálózat                      | Network                             | Paddy Chayefsky                                                          |                                        |
| Rocky                        | Rocky                               | Sylvester Stallone                                                       |                                        |
| 1978 32. gála                |                                     |                                                                          |                                        |
| Júlia                        | Julia                               | Alvin Sargent                                                            |                                        |
| Esküvő                       | A Wedding                           | John Considine, Patricia Resnick, Allan F. Nicholls és Robert Altman     |                                        |
| Harmadik típusú találkozások | Close Encounters of the Third Kind  | Steven Spielberg                                                         |                                        |
| Hölgyem, Isten áldja         | The Goodbye Girl                    | Neil Simon                                                               |                                        |
| 1979 33. gála                |                                     |                                                                          |                                        |
| Manhattan                    | Manhattan                           | Woody Allen és Marshall Brickman                                         |                                        |
| Kína-szindróma               | The China Syndrome                  | Mike Gray, T.S. Cook és James Bridges                                    |                                        |
| A szarvasvadász              | The Deer Hunter                     | Deric Washburn                                                           |                                        |
| Jenkik                       | Yanks                               | Colin Welland és Walter Bernstein                                        |                                        |

### 1980-as évek
| Év                          | Magyar cím                    | Eredeti cím                       | Forgatókönyvíró(k)                               |
| 1980 34. gála               |                               |                                   |                                                  |
| --------------------------- | ----------------------------- | --------------------------------- | ------------------------------------------------ |
| 1980 34. gála               | Isten hozta, Mister!          | Being There                       | Jerzy Kosinski                                   |
| 1980 34. gála               | Airplane!                     | Airplane!                         | Jim Abrahams, David Zucker és Jerry Zucker       |
| 1980 34. gála               | Az elefántember               | The Elephant Man                  | Christopher De Vore, Eric Bergren és David Lynch |
| 1980 34. gála               | Kramer kontra Kramer          | Kramer vs. Kramer                 | Robert Benton                                    |
| 1981 35. gála               |                               |                                   |                                                  |
| Gregory barátnője           | Gregory's Girl                | Bill Forsyth                      |                                                  |
| Atlantic City               | Atlantic City                 | John Guare                        |                                                  |
| A francia hadnagy szeretője | The French Lieutenant's Woman | Harold Pinter                     |                                                  |
| Tűzszekerek                 | Chariots of Fire              | Colin Welland                     |                                                  |
| 1982 36. gála               |                               |                                   |                                                  |
| Eltűntnek nyilvánítva       | Missing                       | Costa-Gavras és Donald E. Stewart |                                                  |
| Az aranytó                  | On Golden Pond                | Ernest Thompson                   |                                                  |
| E. T., a földönkívüli       | E.T. the Extra-Terrestrial    | Melissa Mathison                  |                                                  |
| Gandhi                      | Gandhi                        | John Briley                       |                                                  |

## Fordítás
- Ez a szócikk részben vagy egészben  a   BAFTA Award for Best Screenplay című angol Wikipédia-szócikk ezen változatának fordításán alapul.  Az eredeti cikk szerkesztőit annak laptörténete sorolja fel. Ez a jelzés csupán a megfogalmazás eredetét és a szerzői jogokat jelzi, nem szolgál a cikkben szereplő információk forrásmegjelöléseként.